# Battlerite
Battlerite ist ein Multiplayer-Online-Battle-Arena-Spiel (MOBA), das vom schwedischen Entwicklerstudio Stunlock Studios entwickelt und veröffentlicht wurde. Das Spiel zeichnet sich durch sein einzigartiges Spielprinzip aus, das sich auf schnelle, actionreiche Kämpfe in einer kompakten Arena konzentriert und sich damit von klassischen MOBA-Titeln abhebt. In Battlerite treten Teams von zwei oder drei Spielern in intensiven Gefechten gegeneinander an, wobei jeder Spieler einen Champion mit individuellen Fähigkeiten steuert. Das Spiel bietet verschiedene Spielmodi, darunter Arena, Battlegrounds und Battlerite Royale, die jeweils unterschiedliche Spielerfahrungen bieten. Battlerite wurde zunächst im Early Access auf Steam veröffentlicht und erfuhr seinen offiziellen Release am 8. November 2017. Trotz anfänglicher Popularität und positiver Kritiken sah sich das Spiel im Laufe der Zeit mit sinkenden Spielerzahlen konfrontiert, was zu Herausforderungen für die weitere Entwicklung führte.

## Spielprinzip
Battlerite ist ein Multiplayer-Online-Battle-Arena-Spiel (MOBA), das sich durch sein einzigartiges Spielprinzip von klassischen Vertretern des Genres abhebt. Im Gegensatz zu traditionellen MOBA wie League of Legends oder Dota 2 konzentriert sich Battlerite auf schnelle, actionreiche Kämpfe in einer kompakten Arena.
Das Spiel setzt den Fokus auf intensive Teamkämpfe zwischen zwei oder drei Spielern pro Team. Die Matches finden in einer kleinen Arena statt, wodurch der taktische Aspekt und die individuellen Fähigkeiten der Spieler in den Vordergrund rücken. Jeder Spieler wählt einen Champion aus einer Vielzahl von Charakteren, die alle über einzigartige Fähigkeiten und Spielstile verfügen, die strategisch eingesetzt werden müssen. Diese Fähigkeiten umfassen sowohl offensive als auch defensive Aktionen, die es den Spielern ermöglichen, verschiedene Taktiken zu entwickeln. Die Charakterauswahl und die Kombination der Fähigkeiten innerhalb eines Teams spielen eine entscheidende Rolle für den Erfolg.
Battlerite bietet verschiedene Spielmodi, wobei der Hauptfokus auf 2v2- und 3v3-Kämpfen liegt. In diesen Modi treten die Teams gegeneinander an, bis ein Team alle Runden für sich entschieden hat. Jede Runde dauert nur wenige Minuten, was zu einem schnellen und intensiven Spielerlebnis führt. Ein zentrales Element der Spielmechanik ist das sogenannte „Energy System“. Spieler sammeln während des Kampfes Energie, die sie für besonders mächtige Fähigkeiten oder Ultimate-Angriffe einsetzen können. Dies fügt dem Spiel eine zusätzliche strategische Ebene hinzu, da Spieler entscheiden müssen, wann sie ihre Energie am effektivsten einsetzen.
Die Arenen in Battlerite sind kompakt gestaltet und bieten verschiedene Hindernisse und Strukturen, die taktisch genutzt werden können. Im Laufe eines Matches verkleinert sich der spielbare Bereich, was die Teams zwingt, sich zu bewegen und aufeinander zuzugehen. Dies erhöht die Spannung und fördert aggressive Spielweisen.
Bei Battlerite wird großen Wert auf das individuelle Können der Spieler gelegt. Alle Angriffe und Fähigkeiten müssen gezielt eingesetzt werden, da es kein automatisches Zielsystem gibt. Dies erfordert präzises Timing und gute Reflexe, was das Spiel besonders für kompetitive Spieler attraktiv macht. Obwohl individuelle Fähigkeiten wichtig sind, ist Teamwork in Battlerite entscheidend. Die Synergie zwischen den Charakteren und die Koordination von Angriffen und Verteidigungsstrategien können den Ausschlag zwischen Sieg und Niederlage geben. Kommunikation und taktisches Verständnis sind daher Schlüsselelemente für den Erfolg.
Battlerite bietet ein Progressionssystem, bei dem Spieler durch das Sammeln von Erfahrungspunkten neue kosmetische Gegenstände und Charaktere freischalten können. Zudem können Spieler ihre Champions mit verschiedenen Outfits und Waffen individualisieren, was zur langfristigen Motivation beiträgt.

## Entwicklung und Veröffentlichung
Der Arena-Brawler Battlerite, der von dem schwedischen Entwicklerstudio Stunlock Studios entwickelt und veröffentlicht wurde. Das Spiel baut auf den Erfahrungen auf, die das Studio mit seinem Vorgängertitel Bloodline Champions gesammelt hatte.
Die Entwicklung von Battlerite begann mit dem klaren Ziel, die besten Elemente von Bloodline Champions zu übernehmen und darauf aufzubauen. Das Entwicklerteam wollte von Anfang an ein fokussiertes Arena-PvP-Spiel erschaffen, ohne sich in Experimenten mit verschiedenen Spielmodi zu verlieren. Der Kern des Gameplays sollte auf den Arena-Kämpfen und den Champions liegen. Ein wichtiges technisches Ziel bei der Entwicklung war die Minimierung von Iterationszeiten. Dafür entwickelte Stunlock Studios eigene Tools, die es ermöglichten, Änderungen am Spiel ohne Neustarts vorzunehmen. Dies erlaubte dem Team, schnell und effizient Anpassungen vorzunehmen und das Gameplay zu verfeinern. Für die Entwicklung nutzte das Studio Unity als Rendering-Engine, während gameplay-relevante Elemente wie Kollisionsabfragen, Netzwerk und KI selbst entwickelt wurden. Ein zentrales Werkzeug war das sogenannte „Game Tool“, mit dem praktisch das gesamte Spiel erstellt wurde.
Battlerite wurde zunächst im Early Access auf Steam veröffentlicht. Der offizielle Release erfolgte am 8. November 2017. Das Spiel erhielt anfänglich positive Kritiken und erfreute sich einer wachsenden Spielerbasis. Nach der Veröffentlichung arbeitete Stunlock Studios kontinuierlich an Updates und neuen Inhalten für Battlerite. So wurde beispielsweise die dritte Season des Spiels am 10. Juli 2019 gestartet, die unter anderem die Kosten für Helden reduzierte und eine öffentliche Custom Lobby einführte.
Als Reaktion auf den wachsenden Battle-Royale-Trend entwickelte Stunlock Studios einen Ableger namens Battlerite Royale. Dieser wurde zunächst als Add-On für Battlerite geplant, dann aber am 26. September 2018 als eigenständiges Spiel in der Beta-Version veröffentlicht. Battlerite Royale kombinierte Elemente des MOBA-Genres mit dem Battle-Royale-Konzept. Es behielt die isometrische Perspektive und die Champions aus Battlerite bei, führte aber ein größeres Spielfeld und das typische Battle-Royale-Gameplay ein, bei dem 30 Spieler gegeneinander antreten.
Trotz des anfänglichen Erfolgs sah sich Battlerite im Laufe der Zeit mit Herausforderungen konfrontiert. Die Spielerzahlen begannen zu sinken, was zu finanziellen Schwierigkeiten für Stunlock Studios führte. Im Juni 2019 waren auf Steam durchschnittlich nur noch 486 Spieler online, ein deutlicher Rückgang im Vergleich zu den über 6.000 Spielern im März 2018. Die Entwickler erkannten, dass Battlerite zwar gut ankam, aber Schwierigkeiten hatte, Spieler langfristig zu binden. Dies führte dazu, dass die Einnahmen zurückgingen und die weitere Entwicklung des Spiels für das Studio zunehmend unrentabel wurde. Als Konsequenz gab Stunlock Studios bekannt, dass Battlerite nicht mehr das Hauptprojekt des Studios sein würde. Geplante Features wie das Turnier-System wurden auf Eis gelegt. Das Team kündigte an, sich einem neuen Projekt zuzuwenden, in das die Erfahrungen aus Battlerite einfließen sollten.

## Spielmodi
Battlerite bietet verschiedene Spielmodi, die sich in ihrer Spielmechanik und ihren Zielen unterscheiden. Diese Modi lassen sich in drei Hauptkategorien einteilen: Arena, Battlegrounds und Battlerite Royale.

### Arena
Der Arena-Modus bildet das Kernstück von Battlerite. Er teilt sich in zwei Unterkategorien: 2v2 und 3v3, die jeweils in einer Ranglisten- und einer ungewerteten Variante verfügbar sind. In diesem Modus treten Teams in einer kompakten Arena gegeneinander an, wobei das Ziel darin besteht, alle Gegner zu besiegen. Die 3v3-Variante gilt als die kompetitivere Option, da sie ein ausgewogeneres Spielerlebnis bietet und eine höhere Komplexität in Bezug auf Teamzusammenstellung und Strategie aufweist. Sie ist auch die bevorzugte Wahl für Community-Turniere und E-Sport-Events. Der 2v2-Modus hingegen wird als zugänglicher für Neulinge betrachtet. Er eignet sich besonders gut zum Erlernen der Spielmechaniken und bietet schnellere, intensivere Matches. Obwohl er möglicherweise nicht so ausbalanciert ist wie 3v3, bleibt 2v2 dennoch ein hochkompetitiver Modus, der viel Übung erfordert, um darin zu brillieren.

### Battlegrounds
Battlegrounds ist ein objektiv-orientierter 3v3-Modus, der sich deutlich vom Arena-Modus unterscheidet. Er ist in zwei Phasen unterteilt: eine „Event“-Phase und eine „Angriff/Verteidigung“-Phase. In der Event-Phase kämpfen die Teams darum, bestimmte Ziele zu erreichen oder zu sichern. Der Ausgang dieser Phase bestimmt, welches Team in der folgenden Phase angreift und welches verteidigt. Das ultimative Ziel in Battlegrounds ist es, den gegnerischen Wächter (Guardian) zu besiegen.
Battlegrounds führt mehrere neue Mechaniken ein, darunter:
- Wiederbelebungen
- Verschiedene Zielobjekte wie Eroberungspunkte, NPCs und Ballons
- Eine Minikarte
- Ein In-Game-Levelsystem
- Versteckmöglichkeiten im Gebüsch
- Größere Karten

Dieser Modus zielt darauf ab, ein weniger bestrafendes und leichter zugängliches Spielerlebnis zu bieten, das sich dennoch kompetitiv anfühlt. Er eignet sich besonders gut zum Erlernen neuer Champions und zum Verbessern der eigenen Fähigkeiten in einer freundlicheren Umgebung.

### Battlerite Royale
Battlerite Royale ist ein eigenständiger Spielmodus, der Elemente des Battle-Royale-Genres mit den MOBA-Mechaniken von Battlerite kombiniert. In diesem Modus treten 30 Spieler entweder einzeln oder in Teams gegeneinander an, mit dem Ziel, als letzter Überlebender auf der Karte zu bleiben.
Im Gegensatz zum Arena-Modus beginnen die Spieler in Battlerite Royale nur mit einem Teil ihrer Fähigkeiten. Die restlichen Fähigkeiten müssen im Verlauf des Spiels durch das Öffnen von Beutekisten erworben werden. Dies zwingt die Spieler dazu, flexibel zu bleiben und ihre Strategien an die verfügbaren Fähigkeiten anzupassen.
Battlerite Royale führt auch einige neue Mechaniken ein:
- Eine größere Karte mit verschiedenen Umgebungen
- Versteckmöglichkeiten wie Gras und Fässer
- Ein Währungssystem zum Kauf von Gegenständen bei Händlern
- Luftabwürfe mit wertvollen Gegenständen

Die Kämpfe in Battlerite Royale sind länger und strategischer als im Arena-Modus. Die hohe Mobilität der Charaktere erfordert eine sorgfältige Balance zwischen der Zeit bis zur Eliminierung eines Gegners und der Möglichkeit zur Flucht.

## Champions
Battlerite bietet eine Vielzahl unterschiedlicher Champions. Diese Charaktere lassen sich grob in drei Kategorien einteilen: Nahkämpfer, Fernkämpfer und Unterstützer.
Zu den Nahkämpfern gehören beispielsweise:
- Bakko, der Held von Boulderpass: Ein defensiv ausgerichteter Krieger mit Schild und Axt. Er verfügt über Fähigkeiten wie einen Schildwurf und einen Sprung-Angriff.[9]
- Raigon, der verbannte Prinz: Ein agiler Schwertkämpfer mit hoher Mobilität. Seine Techniken umfassen einen Dash-Angriff und einen Konter[3].
- Rook, der hungrige Berserker: Ein wuchtiger Nahkämpfer mit hoher Gesundheit und Selbstheilung. Er kann Gegner mit einem Sturmangriff betäuben[4].

Bei den Fernkämpfern finden sich unter anderem:
- Jade, die einsame Schützin: Eine Scharfschützin mit hohem Schaden und Ausweichmöglichkeiten wie Tarnung.
- Ashka, die lodernde Wut: Ein Feuermagier, der Gegner mit Flammenwürfen und Explosionen auf Distanz hält.
- Iva, die erfinderische Plünderin: Eine vielseitige Schützin mit Flammenwerfer und Traktionsstrahl.

Zu den Unterstützern zählen:
- Blossom, die Waldheilerin: Eine Elfe mit Heilfähigkeiten und einem schützenden Baum.
- Pearl, die Weise des Ozeans: Eine Wassermanipulatorin mit Heilung und Kontrolleffekten.
- Sirius, der Zenith: Ein Mondkrieger mit Heilung und starken Nahkampfangriffen.

Die Champions verfügen jeweils über einzigartige Fähigkeiten und Spielstile. Durch die Wahl von Battlerites – speziellen Verstärkungen – können Spieler die Champions zusätzlich an ihren Spielstil anpassen. Die Vielfalt der Charaktere ermöglicht unterschiedliche taktische Herangehensweisen und Teamkompositionen.

## Geschäftsmodell
Stunlock Studios verfolgt mit Battlerite ein Free-to-play-Geschäftsmodell mit optionalen Mikrotransaktionen. Das Spiel kann kostenlos heruntergeladen und gespielt werden, bietet jedoch verschiedene Möglichkeiten für Spieler, Geld auszugeben. Das Hauptelement der Monetarisierung ist der Verkauf von kosmetischen Gegenständen. Spieler können verschiedene Skins, Reittiere, Posen und andere visuelle Anpassungen für ihre Charaktere erwerben, die keinen Einfluss auf das Gameplay haben. Diese Items können entweder direkt mit Echtgeld gekauft oder durch das Spielen verdient werden.
Ein weiterer wichtiger Bestandteil des Geschäftsmodells ist der Battle Pass. Dieser bietet Spielern die Möglichkeit, durch das Erfüllen von Aufgaben und das Sammeln von Erfahrungspunkten zusätzliche Belohnungen freizuschalten. Der Battle Pass ist in einer kostenlosen und einer Premium-Variante verfügbar, wobei letztere mehr und exklusivere Belohnungen bietet.
Stunlock Studios bietet auch zeitlich begrenzte Events an, während derer spezielle kosmetische Gegenstände erhältlich sind. Diese Strategie zielt darauf ab, Spieler zum regelmäßigen Einloggen und potenziellen Kauf zu motivieren. Das Spiel implementiert zudem ein Lootbox-System, bei dem Spieler Truhen mit zufälligen kosmetischen Gegenständen öffnen können. Diese Truhen können sowohl durch Spielfortschritt verdient als auch mit Echtgeld gekauft werden.
Für Spieler, die alle Inhalte sofort freischalten möchten, bietet Battlerite ein „All Champions Pack“ an. Dieses Paket gewährt sofortigen Zugang zu allen aktuellen und zukünftigen Charakteren des Spiels. Battlerite nutzt auch Partnerschaften mit Streaming-Plattformen wie Twitch, um exklusive kosmetische Gegenstände anzubieten und so die Spielerbindung zu erhöhen.

## Rezeption
Die Rezeption von Battlerite lässt sich als überwiegend positiv charakterisieren, wobei sowohl Kritiker als auch Spieler verschiedene Aspekte des Spiels hervorhoben.

### Kritische Würdigung
Professionelle Rezensenten bewerteten Battlerite größtenteils wohlwollend. Auf der Bewertungsaggregator-Website Metacritic erreichte das Spiel eine Gesamtpunktzahl von 85 von 100, was auf eine allgemein positive Aufnahme hindeutet. Diese Bewertung basiert auf den Einschätzungen verschiedener Fachmedien und spiegelt einen Konsens über die Qualität des Spiels wider.
Das renommierte PC-Spielemagazin PC Gamer vergab eine beachtliche Wertung von 89 %. In ihrer Kritik lobten die Rezensenten insbesondere drei Kernaspekte des Spiels:
1. Das Spieltempo
2. Das Free-to-Play-Modell
3. Die relative Einfachheit im Vergleich zu anderen Genrevertretern

Diese Faktoren trugen maßgeblich zur positiven Bewertung bei und unterstreichen die Zugänglichkeit des Spiels für ein breites Publikum.
Auch andere namhafte Publikationen teilten diese Einschätzung. Der Redakteur Ian Nowakowski von IGN bewertete Battlerite mit 8,2 von 10 Punkten. Obwohl er die zufälligen Fortschrittsbelohnungen als „glanzlos“ kritisierte, kam er zu dem Schluss: „Battlerite trifft dort zu, wo es darauf ankommt, und das ist in der Arena.“ Diese Aussage betont die Stärke des Kernspielmechanismus und deutet darauf hin, dass etwaige Schwächen in peripheren Bereichen den Gesamteindruck nicht wesentlich trüben konnten.

### Spielerrezeption und Popularität
Die anfängliche Aufnahme von Battlerite durch die Spielergemeinschaft war äußerst positiv. Stunlock Studios, die Entwickler des Spiels, berichteten von einem bemerkenswerten Erfolg kurz nach der Veröffentlichung. Bereits zwei Wochen nach dem Start in Steams Early-Access-Programm hatte das Spiel laut Angaben des Studios 200.000 Spieler erreicht. Dies ist besonders beachtlich, da Battlerite zu diesem Zeitpunkt noch ein kostenpflichtiges Spiel war.
Der Höhepunkt der Popularität wurde im November 2017 erreicht, als das Spiel 44.850 gleichzeitige Spieler verzeichnete. Diese Zahl unterstreicht das anfängliche Interesse und die Begeisterung der Spielergemeinschaft. Allerdings konnte dieser anfängliche Erfolg nicht dauerhaft aufrechterhalten werden. Ab 2018 verzeichnete das Spiel einen deutlichen Rückgang der Spielerzahlen. Der durchschnittliche monatliche Höchststand sank auf weniger als 4.000 Spieler. Dieser Rückgang deutet auf Herausforderungen bei der langfristigen Bindung der Spielerbasis hin.

### Anerkennung in der Spieleindustrie
Trotz des Rückgangs der aktiven Spielerzahlen erhielt Battlerite weiterhin Anerkennung in der Branche. PC Gamer nahm das Spiel in seine Liste der besten kostenlosen Spiele auf der Steam-Plattform auf. Diese Auszeichnung unterstreicht die anhaltende Wertschätzung für die Qualität und das Spielkonzept von Battlerite, ungeachtet der sinkenden Popularität.